# Lenophyllum
A Lenophyllum a kőtörőfű-virágúak (Saxifragales) rendjébe, ezen belül a varjúhájfélék (Crassulaceae) családjába és a fáskövirózsa-formák (Sempervivoideae) alcsaládjába tartozó nemzetség.

## Előfordulásuk
A Lenophyllum-fajok előfordulási területe az Amerikai Egyesült Államokbeli Texasban, valamint Mexikó északkeleti részén található.

## Rendszerezés
A nemzetségbe az alábbi 8 faj tartozik:
- Lenophyllum acutifolium Rose
- Lenophyllum guttatum (Rose) Rose - típusfaj
- Lenophyllum latum Moran
- Lenophyllum obtusum Moran
- Lenophyllum pusillum Rose
- Lenophyllum reflexum S.S.White
- Lenophyllum texanum (Donn.Sm.) Rose
- Lenophyllum weinbergii Britton